# Grini
Grini va ser un camp de concentració nazi emplaçat a Noruega. Va ser creat el 2 de maig de 1941 i tancat el 1945. S'hi van registrar 2.091 morts.

## Història
Situat als afores d'Oslo, a la zona de Bærum, va ser construït el 1939 com una presó de dones però essent posteriorment reconvertit en camp de concentració especialitzat en presos polítics noruecs. El primer presoner que va ser-hi internat es deia Andreas Møll Hansen, un estudiant noruec. En total se suposa que van passar per Grini unes 20.000 persones tot i que la capacitat mai no va sobrepassar els 5.000 presoners.
Segons els arxius de Grini, van morir-hi assassinades 2.091 persones sota tortures de la Gestapo, encara que les execucions per motius ètnics es realitzaven a la fortalesa d'Akershus. Després de la Segona Guerra Mundial, la presó va ser utilitzada pels noruecs condemnats per traïció. Va ser tancada en 1950, i reoberta de nou el 1952 com a presó per a presos comuns amb condemnes llargues.